# Штурмгевер 45
Штурмгевер 45 (СтГ 45) који сe понекад назива MП 45(M), био је прототип јуршне пушке произведене од стране Маусера за Вермахт на крају Другог свјетског рата. Испаљивао је 7.92×33mm Kurz чауру брзином паљбе од око 450 метака у минути.

## Историја
Поријекло ове пушке може се пратити до посљедњих година Другог свјетског рата када су Маусерови инжењери из групе за развој лаког оружја у Оберндорф ам Некару дизајнирали Мкб Герат 06 прототип јуришне пушке направљено за средњи 7,92×33 мм Кurz метак, прво са моделом Герат 06 који користи ваљкасти механизам који је јединствен по раду на гасу, за разлику од операције повлачења, оригинално прилагођен из митраљеза МГ 42, са фиксном цијеви и конвенционалном клипним штапом са погоном на гас. Након примјећивања одскока затварача током пуцања трагова ваљка закључаног Герата 03, др Карл Мајер, један од тадашњих Маусерових научника, схватио је да се уз велику пажњу на механичке односе, гасни систем може изоставити. Резултат оружја, Герат 06Х (суфикс "Х" је скраћеница за халбвериегелт или "полу-закључан") је добио ознаку СтГ 45 (М). Међутим, крај рата за Њемачку у мају 1945. године значио је крај развоја свих њемачких пројеката који су у току - укључујући обећавајући СтГ45. Неки извори наводе да је икада довршено свега 30 комада - као такве, СтГ45 никада није постојао изван неколико прототипних облика и можда неких модела процјене. Познато је да је систем требало ући у процену живих трупа пре краја рата. У сваком случају, СтГ45 је представљао посљедњу еволуцију јуришне пушке Хитлерове Немачке.

## Карактеристике
Споља, СтГ45 је био конвенционалног дизајна са фиксним дрвеним кундаком, кутним рукохватом и пријемником који је монтирао склоп цијеви. Оквир је постављен на традиционалан начин испред групе окидача са свим одговарајућим унутрашњим функцијама смештеним у пријемник. Дршка за пуњење постављена је на страну пријемника са истакнутим избочењем. Селектор ватре постављен је близу палца за брзи приступ, и обухватала су три режима са ознаком "С", "Е" и "Д". Испред пријемника је постављен стражњи нишан. Конструкција пријемника била је од челичних жига са заваривањем на одређеним спојницама. Требало је да оквири буду закривљени у традиционалном смислу и укључивали су верзију капацитета 10 метака за тестирање и верзију капацитета 30 метака која је намјењена потпуно производном моделу (СтГ45 је често слика с краћом верзијом од десет метака). Све речено, напори СтГ45 били су отприлике половину трошкова и материјала потребног за производњу у поређењу с претходним серијама СтГ44.